# Третья Карта
Тре́тья Ка́рта — посёлок в Среднеахтубинском районе Волгоградской области. Входит в состав Кировского сельского поселения. Население 483 жителя (2010).

## География
Селение  находится в Волго-Ахтубинской пойме, у ерика Пахотный. К северу — протока Ахтуба и Волго-Ахтубинский канал.
Уличная сеть
| - ул. Весенняя - ул. Есенина - ул. Западная - ул. Заречная - ул. Историческая - ул. Краснополянская | - ул. Лесная - ул. Полевая - ул. Приозерная - ул. Совхозная - ул. Степная - ул. Тракторная |

## Население
| 2010 |
| ---- |
| 483  |

## Инфраструктура
Лебяжьеполянская средняя общеобразовательная школа (ул. Есенина, 13)
кролиководство

## Транспорт
Автодорога местного значения. Остановка наземного транспорта «пос. Третья Карта».
Поселковые (сельские) дороги.